# アッパレ!miyazaki
『アッパレ!miyazaki』（アッパレ!みやざき）は、宮崎放送（MRTテレビ）で2005年3月28日から2014年6月27日まで生放送されていたローカルワイド番組。

## 概要
2005年3月28日に『MRT生スタ955』の後を引き継ぐ形で開始されたもの。なお、MRTテレビでは1984年9月に日本テレビの『ルックルックこんにちは』（9:30からの飛び乗り放送）を途中で終了させて『奥さま9:30』を開始して以来、『MRT9♡30』（1990年5月7日開始）→『チュンチュンあんてな』（1991年4月1日開始）→『MRT生スタ955』と複数回タイトルを変更しながらも、20年以上にわたってこの時間帯にローカルワイド番組を編成している。
番組は週間企画や視聴者参加型コーナー、ニュースや天気予報、生コマーシャル（番組内では「○○からのお知らせ」として紹介）などによって構成されていた。なお、MRTテレビにおける平日午前中の時刻スーパー表示は、この番組の終了時まで行われている。なお、祝日には放送休止としていた。
2014年6月27日をもって放送終了し、後継番組として、同年7月2日より『モーニングてらす』を放送開始した上で、司会を務めていた瀬藤亮太・森井麻衣・甲斐蓉子および気象情報を務めていた野田俊一郎はこの番組に続役させた。

## 放送時間
- 月曜 - 金曜 9:55 - 10:45 （2005年3月28日 - 2009年6月26日）
- 月曜 - 金曜 9:55 - 10:40 （2012年4月2日 - 2013年3月29日） - 10:40からは関連ミニ番組『アッパレ!セレクト』を放送。
- 月曜 - 金曜 9:55 - 10:50 （2013年4月1日 - 2013年9月27日）
- 水曜 - 金曜 9:55 - 10:50 （2013年10月2日 - 2014年6月27日） - 週3日間の放送に縮小。
- 月曜 - 木曜 9:55 - 10:45、金曜 9:55 - 11:00 （2009年6月29日 - 2010年3月26日）
- 月曜 - 金曜 9:55 - 10:45 （2010年3月29日 - 2011年3月31日）
- 月曜 - 金曜 9:55 - 10:50 （2011年4月4日 - 2012年3月30日）

## 出演者
太字は出演時点では宮崎放送アナウンサー。

### 司会
- 関知子
- 瀬藤亮太
- 森井麻衣
- 甲斐蓉子

### 気象情報担当
- 野田俊一郎（気象予報士） - 時折リポーターも務める。宮崎放送の天気予報担当でもある。

### リポーター
- 政所智子
- 真鍋杏奈（元横浜ベイスターズ・チアリーダー）
- 堀川涼子（元宮崎サンシャインレディ）
- 新川真弓（しんかわ・〜2011年3月31日）
- 外城美江（ほかじょう・〜2011年3月31日）

### 過去の司会
- 粉川真一
- 河野大輔
- 田中正訓
- 上岡信夫
- 田代剛
- 村山耕一
- 小島拓
- 廣末圭治

## コーナー
オープニング
ライブカメラを背景に飛行機と番組ロゴのCGが登場する。宮崎県での口蹄疫発生の影響で、2010年5月第2週から、口蹄疫終息宣言の出される2010年8月最終週までオープニング映像を自粛していた。
オープニングトークの後、FAXでの募集テーマや野田による天気予報を短めに伝える。宮崎県内で重大な出来事があった場合にはニュースも伝える。
日替わり企画
地域の話題やグルメリポート、生活情報、料理コーナーなどを放送する。不定期で「チキン南蛮50選」など、1つの企画を1週間かけて放送する場合もある。
めくってGETあっパネル!
官製はがきをMRTに送付することでエントリーとなる。番組中にレギュラー陣が引いたはがきの送り主に電話（携帯電話、転送電話は不可）が入り、ゲームスタート。結果に応じて賞品獲得となる。賞品は10品目で、最高賞品は賞金3万円である。2010年3月までは商品は8品目で、2010年度には3万円の賞金を休止していた時期もある。ゲーム内容としては、MRTでも放送されている朝日放送の『新婚さんいらっしゃい!』がかつて実施していたコーナー「ペアマッチ」と類似しているが、当コーナーでは事前にヒントが与えられ、チャンスも1回のみである。まずハガキが抽選で選ばれ、5回コール以内に電話に出れば権利獲得となり、パネルを2枚引いて同じ写真のものが出れば賞品獲得となるが、はずれてしまっても「アッパレ!miyazaki」オリジナルの特製バスタオルが貰える。
このコーナーは、毎週土曜日に放送の姉妹番組『週刊アッパレくん!』でも行われている。ただし、商品ラインナップは本番組とは異なる。現在もコーナータイトルはそのままに、「モーニングてらす!」で行っている。
アッパレ（得）インフォ
いわゆるインフォマーシャルのコーナー。「（得）」の表記は○囲みに得。このコーナーの時間帯に限り、時刻スーパー表示を消去している。
天気予報
エンディング
視聴者から募集したFAXを紹介。翌日の放送の予告はここで行われる。

## 商品
2005年から高千穂町と日之影町で収穫されたヒノヒカリの無洗米を「アッパレ!miyazaki米」（アッパレ!みやざきまい）として卸売業者のミヤベイと共同で販売している。毎年10月下旬ごろに発売される。

## 備考
2009年7月6日の放送では、毎日放送の『痛快!明石家電視台』のロケ特番で明石家さんまなど同番組のメンバーが出演した。